# Arrondissements des Hautes-Pyrénées

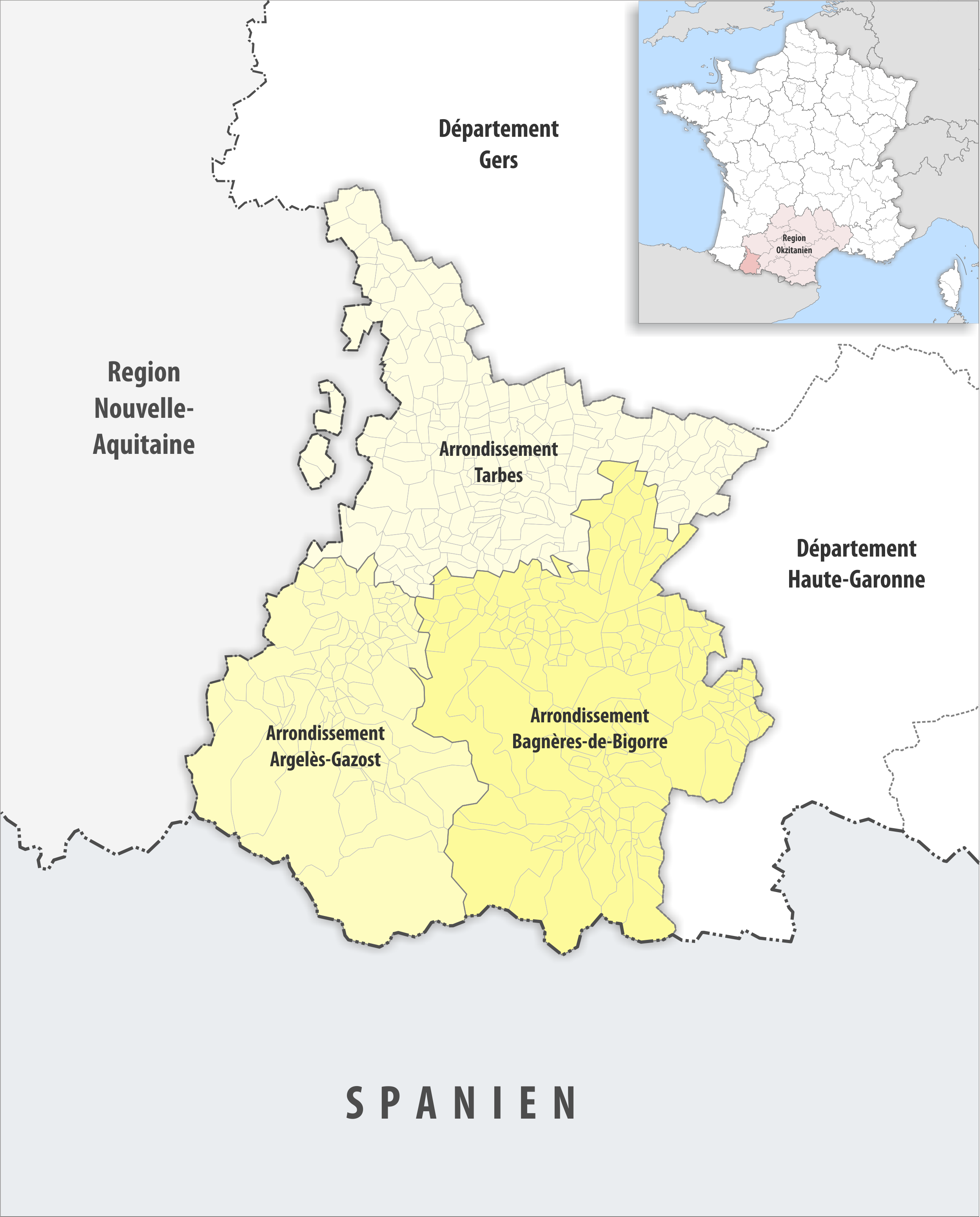
Les arrondissements des Hautes-Pyrénées en 2019.

Le département des Hautes-Pyrénées comprend trois arrondissements.

## Composition
| Nom                                   | Code Insee | Superficie (km2) | Population (dernière pop. légale) | Densité (hab./km2) | Modifier             |
| ------------------------------------- | ---------- | ---------------- | --------------------------------- | ------------------ | -------------------- |
| Arrondissement d'Argelès-Gazost       | 651        | 1 300,20         | 37 449 (2022)                     | 29                 | modifier les données |
| Arrondissement de Bagnères-de-Bigorre | 652        | 1 783,50         | 48 361 (2022)                     | 27                 | modifier les données |
| Arrondissement de Tarbes              | 653        | 1 380,40         | 145 643 (2022)                    | 106                | modifier les données |
| Hautes-Pyrénées                       | 65         | 4 464,00         | 231 453 (2022)                    | 52                 | modifier les données |

## Histoire
- 1790 : création du département des Hautes-Pyrénées avec cinq districts : Bagnères, La Montagne, Les Quatre Vallées, Tarbes, Vic
- 1800 : création des arrondissements : Argelès-Gazost, Bagnères-de-Bigorre, Tarbes
- 1926 : suppression de l'arrondissement d'Argelès-Gazost
- 1942 : restauration de l'arrondissement d'Argelès-Gazost